# アルファロ・クルトラートゥス
アルファロ・クルトラートゥス (学名 Alfaro cultratus) とは、カダヤシ目カダヤシ科アルファロ属に分類される魚のこと。中央アメリカに生息。

## 概要
ニカラグア・コスタリカ・パナマの池や沼・穏やかな河川に生息する、やや大きめの卵胎生メダカである。
発達した尻ビレの形状から、別名ナイフ・ライブベアラー（Knife Livebearer、Knife-edged Livebearer）とも呼ばれている。
熱帯魚で単にアルファロと言った場合、本種クルトラートゥス（A.cultratus）を指す場合がほとんどである。アルファロ属には他にヒュベリー（A.huberi）がいる。
属名 Alfaro は、コスタリカの動物学者アルファロ博士（en:Anastasio Alfaro）の名前に由来、種小名 cultratus は、ラテン語で「ナイフのような」という意味である。
本種は観賞魚として流通しているが、そのほとんどは愛好家（及び業者）の手による繁殖個体であり、現地採集個体が流通に乗ることはあまりない。

## 特徴
縦に薄く扁平気味な身体と、尻ビレから尾ビレにかけてのナイフエッジ状の部位が、本種の大きな特徴である。
カダヤシ亜科（Poeciliinae）としては大型の部類に入り、オスの体長は6cm前後、メスの体長は8cm前後になる。
色彩的には日本のメダカに似るが、体側の一部がメタリックブルー、尾ビレは薄い黄色に発色する。
オスの交接器（ゴノポディウム）は体格に対してやや大きめで、同科他種に比べてより原始的なつくりである。

## 生態
他のカダヤシ亜科同様、繁殖形態は卵胎生である。
食性は基本的に食虫性であり、幼魚期は主に水生昆虫、若魚以降成長すると陸生昆虫も食べるようになる。

## 同属
- Alfaro huberi